# Peltodasia magnicornis
Peltodasia magnicornis är en tvåvingeart som först beskrevs av Friedrich Georg Hendel 1914.  Peltodasia magnicornis ingår i släktet Peltodasia och familjen Pyrgotidae.
Artens utbredningsområde är Sri Lanka. Inga underarter finns listade i Catalogue of Life.